# Ситницкие
Ситницкие (польск. Sitnicki) - дворянский род польского происхождения герба Тарнава (Tarnawa), упомянутый впервые в 1574 и 1576 годах в лицах Войцеха Сетницкого и Берната Ситницкого соответственно. Этот происходящий из Мазовии шляхетский род, по всей вероятности, является отраслью Наленчев из Ситна, неподалеку от Замосцья, а его родоначальником был судья земский Хелмский (Холмский) Войцех из Ситна, который в 1420 году владел именно поместьем Ситно в Белзской земле. Его некоторые потомки именовались с XVI века Ситницкими или Сетницкими. В 1708 году, Ян (Иван) Ситницкий, войсковый судья коронный, приобрел поместьие Кучкивка (Кучківка) в Киевском воеводстве и переехал из Мазовии на Украину. Ян Ситницкий, который в 1697 году голосовал как шляхтич Ливской земли за избрание Августа II польским королем, был кажется тем, который поменял герб Наленч (Nałęcz) на Тарнаву. Поводом для этого могло быть участие Яна Ситницкого в Венской битве 1683 года и связана с этим событием геральдическая символика. Его потомки приобрели многие поместья в Киевщине, в том числе Воскодавинцы и часть Янишевки (Ивановки), и были указаны в ревизских сказках 1795 и 1816 годов как шляхта Махновского и Таращанского повятов. В Киевских родословных книгах записаны с 1818 года с гербом Тарнава. Указом Правительствующего сената Российской империи с 25 июля 1849 года, род Ситницких был утвержден в древнем потомственном дворянстве и внесен в VI часть родословной книги Киевской губернии. Ситницкие владели своими имениями до Революции, а после октябрьских событий или эмигрировали на Запад или подвергались репрессиям. Во время Второй мировой войны представители этого рода служили в разных войсках антигитлеровской коалиции на Востоке и Западе Европы.
Герб: Тарнава (Tarnawa)
Известные представители:
- Войцех из Ситна (Wojciech z Sitna, ум. 1434), судья земский Хелмский 1427, в совете короля польского Владислава Ягелло 1430, владел имениами Ситно в Белзской земле и Ситанец в Хелмской земле (1425), представитель ветви Наленчев из Окунина (1386) в Варшавской земле, предполагаемый родоначальник Ситницких. Некоторые его наследники от имения Ситанец были названы в I половине XVI века Ситанскими или Ситанецкими.
- Бернат Ситницкий, польский дипломатический высланник к князю Сугорскому ведущему великое посольство Ивана Грозного к императору Максимилияну 1576.
- Андрей (Andrzej) Ситницкий (Sitnicki, Sietnicki), каштелян черниговский (1675), победил Нураддина-султана под Снятынем 1675.
- Ян (Иван) Ситницкий (Jan Sitnicki, ум. 1733), скарбовый (финансовый) судья Ливской земли 1682, войсковый судья коронный 1697, избиратель короля польского Августа II 1697, владелец поместья Кучкивка (Kaczkówka) в Киевском воеводстве, основал киевскую ветвь рода Ситницких.
- Стефан Ситницкий (Stefan Sitnicki), шляхтич в Ливской земле, избиратель короля польского Августа II 1697, основатель ливской ветви Ситницких в Мазовецком воеводстве.
- Антон Ситницкий (Antoni Sitnicki), дворянин, ксендз, игумен Левковского монастыря в Киевском воеводстве 1735.
- Францишек Ситницкий (Franciszek Sitnicki), каптуровый судья Ливский 1764, избиратель короля Станислава Августа 1764, владелец части Желязова, Завад, Полазия в Ливской земле и Папроток-Глогол в Добржинской земле.
- Василий Антонович Ситницкий (1904-1941), уроженец Одессы, советский военачальник, комбриг, артиллерист, погиб в бою в Севастополе 1941.
- Игнатий Ситницкий (Ignacy Sitnicki, 1919-1995), родился в селе Воскодавинцы Казатинского района Винницкой области, ветеран Второй мировой войны, артиллерист, полковник Войска польского, дипломат в ООН, ЕАСТ (EFTA) и СЭВ, доктор (кандидат) экономических наук.
- Александр Ситницкий ( Alex Sitnitsky)  - дворянин, поэт -переводчик ,философ,  уроженец Харькова, еще не погиб,  невольник чести, 
Источники:
1) Volumina Legum t. V (450) i VII (127), Petersburg 1860;
2) Niesiecki K., Herbarz Polski, Lipsk 1841;
3) Duńczewski S., Herbarz Wielu Domów Korony Polskiej i W. Ks. Litewskiego, Kraków 1757;
4) Список дворян Киевской губернии, Киев 1906;
5) Gajl T., Herbarz Polski, Gdańsk 2007;
6) Gajl T., Polish Armorial, Gdańsk 2011;
7) Чернецький Э., Правобережний гербівник, Біла Церква 2006;
8) Лисенко С., Чернецький Э., Легитимована шляхта, Том II Список легтимованой шляхти Киевской губернии, Біла Церква 2006;
9) Лисенко С., Чернецький Э., Правобережна шляхта, Біла Церква 2007;
10) Korczyński G., Herbarz szlachty polskiej, Bielsko-Biała 2013;
11) Zalewski L., Szlachta ziemi liwskiej, Warszawa 2005;
12) Józefowicz T., Kronika miasta Lwowa, Lwów 1854;
13) Czaykowski F., Regestr Diecezjów czyli właściciele ziemscy w Koronie 1783-1784, Warszawa 2006;
14) Słownik biograficzny statystyków polskich, Warszawa 1998;
15) Stupnicki H., Herbarz Polski, Lwów 1859;
16) Niemcewicz J. U., Zbiór pamiętników historycznych o dawnej Polszcze, Lipsk 1838;
17) Pietruski O., Elektorów poczet, Lwów 1845;
18) Słownik historyczno-geograficzny ziemi warszawskiej w Średniowieczu, Warszawa 2013;
19) Ulanowski B., Dokumenty kujawskie i mazowieckie, Kraków 1887;
20) Ulanowski B., Inscriptiones clenodiales, Kraków 1885;
21) Urzędnicy województwa bełskiego i ziemi chełmskiej XIV-XVIII wieku, Kórnik 1992;
22) Памятники дипломатических сношений древней России с державами иностранными. Памятники дипломатических сношений с Имперею Римскою, Том I. с 1488 по 1594 год, С. Петербург 1851;
23) Sochaniewicz K., Sitańscy h. Nałęcz na pograniczu chełmsko-bełskim w XV i XVI w., RTH Tom VI, Kraków 1923;
24) Łukaszewicz J., Historya szkół w Koronie i w Wielkim Księstwie Litewskim, Tom drugi, Poznań 1850.